# 萬錦–於人村省選區
萬錦—於人村是加拿大安大略省的一个省级选区，自2007 年省级选举以来一直在安大略省立法议会中拥有代表席位。

## 历史
萬錦—於人村選區位于安省，覆蓋多伦多北部的市郊。它于 2003 年由萬錦選區割裂出來。
該選區全選區皆位於萬錦市境內，邊界如下描述：
由404號公路和407號公路的交界開始一路向北，直至達到萬錦市的北界，然後沿著萬錦市界向東，直至萬錦道為止。然後，沿萬錦道南下至16街 (16th Avenue)，再沿著麥高雲道延伸至407號公路，沿著該路回到404號公路和407號公路的交界。

## 歷屆議員
| 屆別           | 議員   | 政治聯繫   |
| -------------- | ------ | ---------- |
| 2007年－2018年 | 陳國治 | 自由黨     |
| 2018年－       | 彭錦威 | 進步保守黨 |